# Szőnyi Márton
Szőnyi Márton (Győr, 1918. december 8. – Kissikátor, 1944. szeptember 6.) magyar repülőzászlós, partizán.

## Élete
Kereskedelmi Akadémiát végzett, majd Olaszországban vadászrepülő-kiképzésben részesült. Zászlósként vett részt a Szovjetunió elleni legelső magyar légitámadásban 1941. augusztus 27-én. Repülőgépét lelőtték, Szőnyi hadifogságba került. Partizániskolát végzett, majd beállt a szovjet partizánok közé, s az első osztályú partizánéremmel is kitüntették. 1944 őszén saját partizánegységével – köztük Bráz Lajossal, Csizmazia Gyulával és Ősz-Szabó Jánossal – a Bükkben ereszkedett le, ám a magyar csendőrök alvás közben agyonlőtték.

## Emlékezete
Szülővárosában utca viseli nevét. Mészkő portréját Bükkszentmártonban Varga Miklós készítette el (1967).